# Равнината
Равнината е село в Южна България. То се намира в община Рудозем, област Смолян.

## География
Село Равнината се намира в южната част на Средните Родопи. То е разположено на 1100 м надморска височина, което открива изключителна гледка към всички посоки с прекрасна природа. На юг се виждат северните планини на гръцките Родопи. На северозапад погледът достига върховете на Рожен, Пампорово, Снежанка, Карлък. На изток зад планинските възвишения над гр. Рудозем слънцето огрява първо Равнината и след това се спуска надолу по склоновете и поточетата, водещи към река Арда.

## Културни и природни забележителности
Село Равнината притежава богата и привличаща природа. Това се дължи най-вече на неговото географско разположение. От която и точка на селото да се погледне, се предоставя изключителна гледка към 4четирите те посоки на света. Изцяло планинският релеф на района интересно се съчетава с равното разположение на селото на широкото било на планината.